# Trnjaci (Bijeljina)
Pour les articles homonymes, voir Trnjaci.
Trnjaci (en serbe cyrillique : Трњаци) est un village de Bosnie-Herzégovine. Il est situé sur le territoire de la ville de Bijeljina et dans la république serbe de Bosnie. Selon les premiers résultats du recensement bosnien de 2013, il compte 1 131 habitants.

## Démographie

### Évolution historique de la population dans la localité
| 1948 | 1953 | 1961 | 1971 | 1981 | 1991 | 2013  |
| ---- | ---- | ---- | ---- | ---- | ---- | ----- |
| 607  | 674  | 708  | 692  | 632  | 639  | 1 131 |

|  |